# Catalina Sandino Moreno
Catalina Sandino Moreno (Bogotá, Kolumbia, 1981. április 19.) Oscar-díjra jelölt kolumbiai színésznő.

## Élete és pályafutása
1981-ben született Bogotában. Édesapja állatorvos, édesanyja patológus. Brit alapítású magániskolába járt, és színjátszó leckéket vett, hogy felül emelkedhessen szégyenlősségén. Catalina marketinget tanult a Javeriana Pápai Egyetemen (Pontificia Universidad Javeriana), amikor felkínálták neki María szerepét az Üdvözlégy Mária, kegyelemmel teljes... című filmben. A rendező, Joshua Marston, már három hónapja kereste a megfelelő színésznőt a filmhez. Catalina egy ártatlan vidéki lányt játszik, akinek pénzre van szüksége, ezért elvállalja, hogy heroint szállít az Egyesült Államokba. A film átütő siker lett a nemzetközi filmfesztiválokon, és hírnevet hozott Catalina számára.
2004-ben Charlize Theronnal megosztva Catalina megnyerte az Ezüst Medve-díjat a Berlini Nemzetközi Filmfesztiválon, és ő lett az első kolumbiai színésznő, akit Oscar-díjra jelöltek. 2006-ban feleségül ment David Elwellhez, akit a forgatás alatt ismert meg, és már 2002 óta együtt éltek. 2009-ben született meg első közös gyermekük.
2006-ban Catalina felbukkant a Párizs, szeretlek! tizennyolc rövidfilmből álló produkcióban, amelynek minden szekciója a mulandó szerelem egy témáját ragadja meg. Ugyanebben az évben játszott Brendan Fraser oldalán az Utazás az éjszaka mélyén című bűnügyi thrillerben. 2007-ben megkapta Hildebranda szerepét a Szerelem a kolera idején című filmdrámába, amely Gabriel García Márquez regényén alapult, azonban a film nem aratott nagy tetszést. 2008-ban Catalina a kétrészes Che filmsorozatban jelent meg, amely az argentin születésű Che Guavarának, a kubai forradalom legendás vezetőjének életéről szól. Catalina Guavara második feleségét, Aleida Marchot alakítja.
A 2010-es évektől Catalina jobbára thrillerekben szerepel, mint a Rémálom-sziget, a Fulladás vagy A démon arca. 2013-ban volt egy állandó szerepe a nagy sikerű skandináv krimisorozaton alapuló A híd című amerikai tévésorozatban. Catalina a 2015-ben induló A viszony című tévésorozatban játszott, amely 2017-ben befejeződött, és három évadot élt meg. 2018-ban a sorozatot két évaddal meghosszabbították.
2022-ben állandó szereplője lett a From című horrorisztikus drámasorozatnak.

## Filmográfia

### Film
| Év   | Magyar cím                           | Eredeti cím                            | Szerep                     | Magyar hang       |
| ---- | ------------------------------------ | -------------------------------------- | -------------------------- | ----------------- |
| 2004 | Üdvözlégy Mária, kegyelemmel teljes… | Maria Full of Grace                    | María Álvarez              |                   |
| 2006 | Utazás az éjszaka mélyén             | Journey to the End of the Night        | Angie                      | Csondor Kata      |
| 2006 | Párizs, szeretlek!                   | Paris, je t’aime                       | Ana                        |                   |
| 2006 | Megetetett társadalom                | Fast Food Nation                       | Sylvia                     | Csonka Anikó      |
| 2006 | Mi a gond velem?                     | The Hottest State                      | Sarah                      | Csuha Bori        |
| 2007 |                                      | El corazón de la tierra                | Blanca Bosco               |                   |
| 2007 | Szerelem a kolera idején             | Love in the Time of Cholera            | Hildebranda Sanchez        | Czirják Csilla    |
| 2008 | Che                                  | Che                                    | Aleida March               |                   |
| 2010 |                                      | La Siguiente Estación                  | Eva                        |                   |
| 2011 | Alkonyat – Napfogyatkozás            | The Twilight Saga: Eclipse             | Maria (nincs a stáblistán) |                   |
| 2012 |                                      | For Greater Glory                      | Adriana                    |                   |
| 2013 | Rémálom-sziget                       | Magic Magic                            | Barbara                    | Sipos Eszter Anna |
| 2013 |                                      | Roa                                    | María de Roa               |                   |
| 2013 |                                      | A Stranger in Paradise                 | Jules                      |                   |
| 2013 |                                      | Medeas                                 | Christina                  |                   |
| 2014 |                                      | Home                                   | Leigh                      |                   |
| 2014 | Fulladás                             | Swelter                                | Carmen                     | Solecki Janka     |
| 2014 | Egy durva év                         | A Most Violent Year                    | Luisa                      |                   |
| 2016 |                                      | Custody                                | Sarah                      |                   |
| 2016 | A démon arca                         | Incarnate                              | Camilla                    | Mezei Kitty       |
| 2017 |                                      | The Godmother                          | Griselda Blanco            |                   |
| 2017 |                                      | The Mystery of Casa Matusita           | Lucy                       |                   |
| 2018 |                                      | Salvage                                | Kate Collins               |                   |
| 2019 |                                      | Surveillance                           | Natalie                    |                   |
| 2020 |                                      | The Quarry                             | Celia                      |                   |
| 2021 |                                      | Barbarians                             | Eva                        |                   |
| 2023 | Csendes éj                           | Silent Night                           | Saya Godlock               | Ágoston Katalin   |
| 2025 | Balerina                             | From the World of John Wick: Ballerina | Lena                       | Kelemen Kata      |

### Televízió
| Év        | Magyar cím   | Eredeti cím      | Szerep            | Megjegyzések                                               |
| --------- | ------------ | ---------------- | ----------------- | ---------------------------------------------------------- |
| 2013      | A híd        | The Bridge       | Alma Ruiz         | 9 epizód                                                   |
| 2014      |              | Red Band Society | Eva Palacios      | 3 epizód                                                   |
| 2015      |              | East Los High    | Eddie anyja       | 4 epizód                                                   |
| 2015      | Éghasadás    | Falling Skies    | Isabella          | visszatérő szerep (5. évad)                                |
| 2015–2019 | A viszony    | The Affair       | Luisa             | - főszerep (3–4. évad) - visszatérő szerep (2. és 5. évad) |
| 2016      |              | American Gothic  | Christina Morales | 6 epizód                                                   |
| 2019      | 104-es szoba | Room 104         | Maria             | 1 epizód                                                   |
| 2022–     | Kiút         | From             | Tabitha Matthews  | - főszereplő - magyar hangja: - Kelemen Kata               |

## Díjak és jelölések
| Év   | Cím                                    | Díj | Eredmény     |
| ---- | -------------------------------------- | --- | ------------ |
| 2004 | Üdvözlégy Mária, kegyelemmel teljes... | Berlini Nemzetközi Filmfesztivál: Ezüst Medve díj a legjobb színésznőnek – megosztva Charlize Theronnal | Elnyerte     |
| 2004 | Üdvözlégy Mária, kegyelemmel teljes... | Cartagena Filmfesztivál: Mejor Actriz (legjobb színésznő)                                               | Elnyerte     |
| 2004 | Üdvözlégy Mária, kegyelemmel teljes... | Chicago Film Critics Association Awards: Ígéretes előadó                                                | Elnyerte     |
| 2004 | Üdvözlégy Mária, kegyelemmel teljes... | Golden Schmoes Awards: Az év feltörekvő színésze                                                        | Jelölve      |
| 2004 | Üdvözlégy Mária, kegyelemmel teljes... | Gotham Awards: Legjobb feltörekvő színész                                                               | Elnyerte     |
| 2004 | Üdvözlégy Mária, kegyelemmel teljes... | Los Angeles Film Critics Association Awards: New Generation Award – megosztva a rendezővel              | Elnyerte     |
| 2004 | Üdvözlégy Mária, kegyelemmel teljes... | Seattle Film Critics Awards: Legjobb női főszereplő                                                     | Második hely |
| 2004 | Üdvözlégy Mária, kegyelemmel teljes... | Seattle Nemzetközi Filmfesztivál: Legjobb női főszereplő                                                | Elnyerte     |
| 2004 | Üdvözlégy Mária, kegyelemmel teljes... | WFCC Award: Legjobb női alakítás                                                                        | Elnyerte     |
| 2005 | Üdvözlégy Mária, kegyelemmel teljes... | Oscar-díj a legjobb női főszereplőnek                                                                   | Jelölve      |
| 2005 | Üdvözlégy Mária, kegyelemmel teljes... | Broadcast Film Critics Association Awards: Legjobb női főszereplő                                       | Jelölve      |
| 2005 | Üdvözlégy Mária, kegyelemmel teljes... | COFCA Award: Legjobb feltörekvő színész                                                                 | Második hely |
| 2005 | Üdvözlégy Mária, kegyelemmel teljes... | Chlotrudis Award: Legjobb női főszereplő                                                                | Jelölve      |
| 2005 | Üdvözlégy Mária, kegyelemmel teljes... | DFWFCA Award: Legjobb női főszereplő                                                                    | Jelölve      |
| 2005 | Üdvözlégy Mária, kegyelemmel teljes... | Film Independent Spirit Awards: Legjobb női főszereplő                                                  | Elnyerte     |
| 2005 | Üdvözlégy Mária, kegyelemmel teljes... | Gold Derby Award: Legjobb feltörekvő színész                                                            | Elnyerte     |
| 2005 | Üdvözlégy Mária, kegyelemmel teljes... | Imagen Award: Legjobb női főszereplő                                                                    | Elnyerte     |
| 2005 | Üdvözlégy Mária, kegyelemmel teljes... | INOCA: Legjobb feltörekvő színész                                                                       | Elnyerte     |
| 2005 | Üdvözlégy Mária, kegyelemmel teljes... | OFTA Film Award: Legjobb feltörekvő színésznő                                                           | Elnyerte     |
| 2005 | Üdvözlégy Mária, kegyelemmel teljes... | OFTA Film Award: Legjobb női főszereplő                                                                 | Jelölve      |
| 2005 | Üdvözlégy Mária, kegyelemmel teljes... | OFCS Award: Legjobb feltörekvő színész                                                                  | Elnyerte     |
| 2005 | Üdvözlégy Mária, kegyelemmel teljes... | Premio ACE: Legjobb női főszereplő                                                                      | Elnyerte     |
| 2005 | Üdvözlégy Mária, kegyelemmel teljes... | Satellite Awards: Legjobb női főszereplő                                                                | Jelölve      |
| 2005 | Üdvözlégy Mária, kegyelemmel teljes... | Screen Actors Guild-díj a legjobb női főszereplőnek                                                     | Jelölve      |
| 2005 | Üdvözlégy Mária, kegyelemmel teljes... | ShoWest Convention, USA: Különdíj – Az év színésznője                                                   | Elnyerte     |
| 2006 | Üdvözlégy Mária, kegyelemmel teljes... | London Critics Circle Film Awards: ALFS Award – Az év színésznője                                       | Jelölve      |
| 2014 | A híd                                  | Imagen Award: Legjobb női mellékszereplő                                                                | Elnyerte     |
| 2014 | Medeas                                 | Nashville Filmfesztivál: Legjobb női főszereplő                                                         | Elnyerte     |
| 2017 | Custody                                | Imagen Award: Legjobb női főszereplő                                                                    | Jelölve      |